# Pertusaria trachyspora
Pertusaria trachyspora är en lavart som beskrevs av A. W. Archer. Pertusaria trachyspora ingår i släktet Pertusaria och familjen Pertusariaceae.   Inga underarter finns listade i Catalogue of Life.